# Petr Mikeš
Petr Mikeš (ur. 19 sierpnia 1948 w Zlinie, zm. 8 lutego 2016 w Benešovie) – czeski poeta i tłumacz. Publikował też pod pseudonimem Jan Navrátil.

## Życiorys
Jako dziecko zamieszkał z rodzicami w Ołomuńcu i na dobre nie opuścił tego miasta nigdy, choć w ostatnich latach życia mieszkał częściowo w Pradze i pod Pragą (Neveklov). Maturę zdał w 1966. W 1972 przeszedł z protestantyzmu na katolicyzm. Studiował anglistykę i rusycystykę na ołomunieckim Uniwersytecie Františka Palackiego. Studiów nie ukończył. Zdał egzaminy państwowe z obu języków w 1976 w ołomunieckiej szkole językowej. Ukończył szkołę bibliotekarstwa i informacji naukowej w Brnie.
Imał się różnych zajęć: był stróżem nocnym, bibliotekarzem, uczył języka angielskiego, przez wiele lat przekładał specjalistyczne teksty z chemii na potrzeby uniwersytetu. Po aksamitnej rewolucji przez kilka lat (do 1998) był redaktorem naczelnym ołomunieckiej Votobii, wówczas największego wydawnictwa na Morawach. Współtworzył też nowe wydawnictwo nazwane Periplum.

## Twórczość
Debiutował „wydanym” w formie oprawionego maszynopisu tomikiem Oslovení (1973), Olśnienie; (za takim niekonwencjonalnym tłumaczeniem tytułu na polski opowiedział się sam autor, mimo że czeskie oslovení oznacza apostrofę, zwrócenie się do kogoś, przemowę, czy fakt, że coś do kogoś przemawia, wywiera na kimś wrażenie). Również kolejne książki poetyckie Mikeša ukazywały się w samizdacie.
Były to tomy:
- Křehčí než rosa na podzim (1975), Bardziej kruche niż rosa jesienna,
- Drť světla (1977), Miazga światła,
- Básně v próze (1978), Poematy prozą,
- Práh bolesti (1979), Próg bólu,
- Triptych (1980), Tryptyk,
- Natalet (1980),
- Stříbrný pták ve žluté skříni (1981), Srebrny ptak w żółtej szafie,
- Stejný svĕt (1982), Ten sam świat.
Wyszły też opracowane przez Jaroslava Erika Friča wybory
- Dům je tam (1978), Dom jest tam, i
- Jako krajina (1989), Jak krajobraz, oraz zbiorowy tom
- Básnĕ 1973-1982 (1986), Wiersze 1973-1982.Jen slova / Just words (2005) – Po prostu słowa, wydanie dwujęzyczne, czesko-angielskie.

Kolejne zbiory to:
Starý dům. Haiku a jiné básně (2008), Stary dom. Haiku i inne wiersze,
Benátské iluminace (2011), Iluminacje weneckie oraz
Dvojdomí (2012), Dwudomie.
Należał do kręgu edytorów publikujących ołomuniecką serię samizdatową Texty přátel (Teksty Przyjaciół). Dopiero po przemianach listopadowych 1989 roku możliwe stało się oficjalne wydanie książek Mikeša: w 1990 ukazał się zbiorek Paměť rány (Pamięć rany i Dům je tam (1993), będący powtórzeniem inaczej zatytułowanego samizdatowego wyboru z 1989. Dwie kolejne książki, znane już z publikacji samizdatowych – Básně v próze oraz Stříbrný pták ve žluté skříni. Ta ostatnia publikacja zawiera dwa zbiorki samizdatowe z lat 1981 i 1982, Srebrnego ptaka w żółtej szafie i Ten sam świat; Básnĕ v próze są powtórzeniem tomu samizdatowego.
W 1998 ogłoszono opracowany przez Rostislava Valuška wybór utworów z lat 1973–1980 Jediné touhy zpĕv (Jednej tęsknoty śpiew). W 2005 w Pradze ukazał się tom Jen slova/Just Words (Tylko słowa), zawierający czeskie utwory poetyckie wraz z ich przekładami na angielski. Również dwujęzyczny jest tom próz poetyckich Benátské iluminace/Venetian Illuminations (2011). Wcześniej w Stanach Zjednoczonych wydano dwie publikacje Mikeša w tłumaczeniu angielskim, In the Tracks of the Dead (1993), (Śladami umarłych) i The Memory of the Wound (1994), (Pamięć rany), edycja dwujęzyczna). Wybór jego wierszy ukazał się też w Polsce: Dom jest tam (1991). Jego tłumaczem jest Leszek Engelking, który wprowadził wiersze Mikeša także do swojej antologii Maść przeciw poezji (Wrocław 2008), (Biuro Literackie). Pod koniec życia pisał pamiętniki, które ukazały się drukiem w 2016 roku.
Konwersja jest jednym z kluczowych momentów biografii Petra Mikeša i nie pozostaje obojętna dla jego poezji. Jego twórczość nazywana bywa religijną, chrześcijańską czy wręcz katolicką, bardziej pasuje jednak do niej określenie spirytualna czy metafizyczna. Z pewnością nie jest to poezja łatwej, bezproblemowej wiary. Utwory poety są w przeważającej mierze zapisem wzruszeń, przemyśleń, wątpliwości, lęków, tęsknot i poszukiwań współczesnego człowieka, takiego jednak któremu obce są ciasny materializm i nastawienie na konsumpcyjny styl życia i który otwiera się na metafizyczny wymiar ludzkiej egzystencji.

## Działalność translatorska
W latach siedemdziesiątych i osiemdziesiątych Mikeš tłumaczył utwory poetyckie i eseje, głównie autorstwa pisarzy angielskiego obszaru językowego, które publikował w samizdacie. Przekładał m.in. Prerafaelitów, T.S. Eliota, Allena Ginsberga, Jacka Kerouaca, imagistów, Roberta Duncana. Już po aksamitnej rewolucji wydał między innymi książki poetyckie Kerouaca, Kerry‘ego Shawna Keysa, Paula Polanskiego, Basila Buntinga, T.E. Hulme’a, Jamesa Joyce‘a, Richarda Caddela, Stephena Wattsa, Paula Muldoona, opracowane przez siebie tom wierszy i tom esejów Ezry Pounda, antologię poezji walijskiej, tom rozmów z Jorge Luisem Borgesem, tom wspomnień Carrolla F. Terrella, antologię poezji imagistów, antologię poezji Nowej Anglii. Ma także na swym koncie przekłady z francuskiego, rosyjskiego oraz polskiego.